# 中区厅站
中區廳站（：／ Jung-gu-cheong yeok */?）是大田地鐵1號線沿線的一座地下車站，位於韓國大田廣域市中區銀杏洞。

## 車站結構
站體為1面2線島式月台，設有月台幕門。

### 月台配置
| 中央路 ↑     |
| 下 上 \|     |
| ↓ 西大田四街 |

| 月台 | 路線               | 目的地                         |
| ---- | ------------------ | ------------------------------ |
| 上行 | ●大田都市铁道1号线 | 中央路、大田、板岩方向         |
| 下行 | ●大田都市铁道1号线 | 五龍、市廳、儒城溫泉、盤石方向 |

## 歷史
- 2006年3月16日：开通使用。

## 車站周邊
- 國家鐵道公團
- 大田高校
- 大田聖母醫院
- 圣母初等學校
- 圣母女子高校
- 中區廳
- 舊忠清南道廳

## 相鄰車站
大田廣域市都市鐵道公社
●大田都市铁道1号线
中央路（105）－中區廳（106）－西大田四街（107）